# Uolevi Poppius
Uolevi Poppius, född 25 mars 1896 i Helsingfors, död 10 september 1978 i Helsingfors, var en finländsk generallöjtnant.
Han blev student vid Kuopion Yhteiskoulu 1915, tog examen från Finlands Artilleriskolas officerskurs 1918 och utbildades vid Krigshögskolans krigstekniska avdelning 1925–1927. Poppius var gasskyddsofficer och kanslichef vid generalstaben 1928–1939. Under andra världskriget var han gasskyddsofficer vid högkvarteret och blev chef för gasskyddsavdelningen vid huvudstaben 1944. Han blev krigsekonomichef vid försvarsmaktens generalstab 1945 och var inspektör för artilleriet 1947–1956. 
Uolevi Poppius blev kapten 1923, major 1927, överstelöjtnant 1930, överste 1939, generalmajor 1946 och utnämndes till generallöjtnant 1951 i Finlands försvarsmakt.
Han var direktionsordförande i Finlands Befolkningsskyddsorganisation 1956–1968. Han var ordförande för Krigsvetenskapliga sällskapet 1955–1965. Poppius var ordförande i Finlands femkampsförbund 1948–1969 och ledamot av Finlands olympiska kommitté 1947–1969.
Poppius erhöll ett antal förtjänsttecken, bland annat Storkorset av Finlands Lejons orden, Frihetskorset 1:a klass med eklöv, Finlands Olympiska förtjänstkors av 1:a klass, Finlands Vita Ros Riddartecken av 1:a klass, Befolkningsskyddets förtjänstmedalj 1:a klass, den svenska Svärdsorden av 1:a klass samt blev kommendör av Sankt Olavs orden. Han ingick i redaktionerna för krigsvetenskapliga publikationer och militärtidskrifter.
Poppius var son till generaldirektören Vilhelm Gabriel Poppius. Uolevi Poppius gifte sig 1921 med Aino Elli Saima Penttilä (1894–1985).